# Eotetranychus codiaeum
Eotetranychus codiaeum är en spindeldjursart som beskrevs av Estebanes och Baker 1968. Eotetranychus codiaeum ingår i släktet Eotetranychus och familjen Tetranychidae. Inga underarter finns listade i Catalogue of Life.